# Chiến dịch Baltic (1944)
Chiến dịch Baltic còn có tên gọi là "Chiến dịch tấn công chiến lược Baltic" đối với Hồng Quân, lực lượng đã thực hiện chiến dịch này. Chiến trường chủ yếu giữa Đức và Liên Xô là vùng Baltic, chiến dịch diễn ra trong suốt cuối mùa hè và mùa thu năm 1944. Mặt trận số 1, 2, 3 và 4 trên vùng Baltic được Hồng quân thành lập đối chọi với Cụm Tập đoàn quân Trung tâm và Cụm Tập đoàn quân Bắc của Đức Quốc xã. Kết quả của hàng loạt các trận đánh là sự mất liên lạc hoàn toàn của Cụm Tập đoàn quân Trung tâm và Cụm Tập đoàn quân Bắc, và sự hình thành túi Kurland ở Latvia, tại nơi này hơn 300.000 quân Đức đã bị cầm chân cho đến khi Đức quốc xã đầu hàng quân Đồng Minh.

## Tình hình chiến trường Baltic trước chiến dịch
Trong suốt năm 1944, quân Đức đã bị phản công mạnh mẽ trên toàn bộ chiến tuyến ở phía Đông. Trong tháng 1 năm 1944, quân Đức đã phải rút khỏi Leningrad sau khi bao vây thành phố trong hơn 3 năm mà không thể chiếm được (xem thêm Trận Leningrad), các cánh quân này rút lui về biên giới Estonia. Trong hai tháng 6 và 7, Tập đoàn quân Trung tâm của bị đẩy lui về Ba Lan sau chiến dịch Bagration. Điều này tạo cơ hội cho hồng quân tấn công về phía biển Baltic nhằm mục đích chia cắt sự liên lạc giữa 2 tập đoàn quân của Đức.
Vào ngày 5 tháng 7 năm 1944, chiến dịch Siauliai bắt đầu, đây là chiến dịch theo sau chiến dịch Bagration. Các cánh quân số 41, 51 và vệ binh số 2 tấn công thành phố Riga trên biển Baltic với sự hỗ trợ của quân đoàn cơ giới số 3. Đến ngày 31 tháng 7 năm 1944, Hồng quân đã tiến tới bờ biển của vịnh Riga. Quân đoàn vệ binh số 6 đã chiếm được Riga và kéo dài cuộc tiến công tới sườn phía Bắc. Các cuộc phản công của quân Đức cũng diễn ra nhanh chóng và bước đầu có một số thành công. Quân Đức đã cho thành lập các đội quân thiết giáp độc lập nhằm mục đích tiêu diệt nhanh chóng các đơn vị Hồng quân trên bờ biển, và nhanh chóng thiết lập một hành lang rộng 30 km cho phép duy trì sự liên lạc giữa hai tập đoàn quân Trung tâm và phương Bắc. Cuộc phản công thứ hai của quân Đức, được đặt tên là chiến dịch Doppelkopf, diễn ra từ ngày 16 tháng 8 năm 1944. Cuộc phản công này vấp phải sự phòng thủ theo chiều sâu của Phương diện quân Baltic số 1, và tới ngày 20 tháng 8, cuộc phản công bị sa lầy với một thiệt hại nặng nề cho quân Đức. Một cuộc phản công tiếp sau đó với tên gọi chiến dịch Cäsar cũng rơi vào một kết cục tương tự cho quân Đức. Sau khi được nghỉ ngơi, Hồng quân bắt đầu phản công và thực hiện chiến dịch Baltic, chiến dịch này bắt đầu từ ngày 14 tháng 9 và kết thúc vào ngày 24 tháng 11 năm 1944.

## Một số diễn biến chính của chiến dịch
Chiến dịch Baltic bao gồm một số trận đánh và chiến dịch nhỏ, bao gồm cả trận chiến Tannenbergstellung (1944) cũng như các chiến dịch Doppelkopf và chiến dịch Cäsar vào tháng 9 và tháng 10 năm 1944, nhằm phục hồi sự liên lạc cho hai tập đoàn quân Trung tâm và phương Bắc của Đức. Một số chiến dịch nhỏ khác, như các cuộc đổ bộ lên đảo Dagö, Ösel và đảo Moon của Estonia nhằm ngăn chặn các nỗ lực tiến về vịnh Riga của Hồng quân.

### Các trận chiến trong tháng 8
- Vào thời điểm này, các binh sĩ trong quân đoàn của Felix Steiner gần như đã kiệt sức sau các trận đánh liên tục. Trong suốt tháng 8, Hồng quân liên tục tấn công ác liệt vào các vị trí của quân Đức. Mặc dù, các cuộc phản công của quân Đức đã gây thương vong lớn cho Hồng quân nhưng các đơn vị SS cũng bị thiệt hại nặng và kiệt sức. Các thiệt hại này khiến cho các đơn vị Nederland phải tiến hành giảm số lượng các binh sĩ trong trung đoàn vì không có quân dự bị thay thế, các đội xe tăng Kampfgruppe của Wallonien và Langemarck may mắn hơn khi được tăng cường dự bị. Đơn vị bộ binh Waffen-Grenadier gần như mất số trung đoàn trong quá trình tháo chạy và chiến đấu sau đó, các đơn vị Nordland của Đức còn rơi vào tình trạng thê thảm hơn khi chỉ còn hai đơn vị xe tăng Panther và một đơn vị Panzer IV. Tất cả các đơn vị thiết giáp này được nhập lại thành đơn vị thiết giáp Kampfgruppe.
- Các đơn vị còn lại này đã cố gắng chống đỡ các tấn công của Hồng quân, và gây ra một số thiệt hại cho họ. Đến giữa tháng 8, Hồng quân giảm các chiến dịch tấn công tại Baltic nhằm chuẩn bị và nghỉ ngơi trước khi bắt đầu các chiến dịch với cường độ mạnh mẽ hơn nhằm giành các thắng lợi quyết định. Chiến trường Baltic vào thời điểm này tĩnh lặng một cách lạ lùng.

### Các trận chiến tại Riga

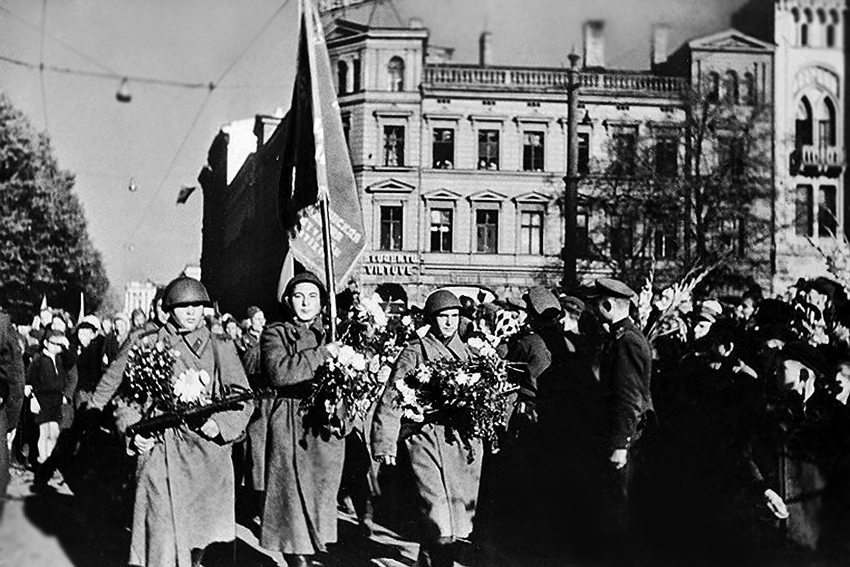
Quân đoàn bộ binh Latvia 130, Hồng quân Liên Xô giải phóng thủ đô Riga ngày 16-10-1944

- Trong khi các trận chiến tại thành phố Narva đang diễn ra, chiến dịch Bagration đã làm tan nát Tập đoàn quân Trung tâm của Đức, và các trận đánh của đơn vị Hồng quân tại rìa phía Bắc đe dọa nhốt Tập đoàn quân phía Bắc của Đức vào trong một cái túi ở vùng Kurland. Để đối phó với tình trạng này, các đơn vị thiết giáp panzer của Hyazinth Graf Strachwitz von Gross-Zauche und Camminetz được gửi đến Riga - thủ đô của Latvia - để tăng cường khả năng phòng thủ và chặn đứng các đà tiến công của Hồng quân vào cuối tháng 4 năm 1944. Tuy nhiên, các đơn vị này nhanh chóng bị đánh bại vào cuối tháng 7 năm 1944.
- Vào thời điểm đầu tháng 8, Hồng quân bắt đầu các chiến dịch tiêu diệt Tập đoàn quân phía Bắc từ phía Tập đoàn Trung tâm. Sau một loạt các trận đánh Tập đoàn quân phương Bắc của Đức bị chia cắt hoàn toàn khỏi các cánh quân khác của Đức.

### Quân Đức bị cô lập ở Kurland
- Đến ngày 14 tháng 9, sau một loạt các cuộc tấn công lớn được thực hiện bởi phương diện quân số 1, 2, 3 của mặt trận Baltic. Các cuộc tấn công này nhằm mục đích chiếm thủ đô Riga và tiêu diệt Tập đoàn quân phía Bắc của Đức tại vùng Kurland.
- Sau rất nhiều tranh cãi, Adolf Hitler cuối cùng cũng quyết định cho rút quân ra khỏi Estonia. Sau một vài tháng chiến đấu liên tục các binh sĩ của quân đoàn SS của Felix Steiner hoàn toàn kiệt sức và tham gia vào cuộc tháo chạy cũng như chiến đấu trên đường rút lui từ Tannenbergstellung. Tuy nhiên, tướng Leonid Aleksandrovich Govorov của Hồng quân không để cho quân Đức rút lui, ông ra lệnh tấn công vào các đơn vị Đức bằng đơn vị phản ứng nhanh số 2 của Hồng quân. Cuộc tấn công này cắt đứt đường rút lui của quân Đức và lực lượng Estonia trung thành với Đức, tất cả bị giam vào một cái túi nhỏ.
- Quân đoàn số 2 của Wagner và đơn vị 563.Volksgrenadier cảm thấy không thể tiếp tục cầm cự nên đã rút lui về phía Tây Bắc.
- Các đơn vị phòng thủ tại Narva rút lui nhanh chóng về phía biên giới của Latvia. Đến ngày 22 tháng 9, quân Đức đã rút khỏi thủ đô Tallinn của Estonia. Rất nhiều các đơn vị trang bị kém của Estonia đã tấn công vào quân Đức đang rút lui nhằm chiếm vũ khí và nguồn dự trữ nhằm chuẩn bị cho cuộc chiến tranh du kích chống lại Hồng quân.
- Cùng lúc đó, các đơn vị phòng thủ từ Narva đã tiến về Riga ở Latvia và thiết lập một phòng tuyến nhằm chặn đứng đà tấn công của Hồng quân. Điều này dẫn đến việc hình thành túi Kurland được xem là đóng vai trò quan trọng trong việc phòng thủ vùng đất hình túi này trước khi rút về tham gia phòng thủ tại Berlin.
- Sau một số trận chiến của quân đoàn SS số 20 tại Estonia, các đơn vị còn sống sót tham gia vào đội quân du kích chống lại quân Liên Xô mãi cho đến đầu năm 1950.

## Kết quả

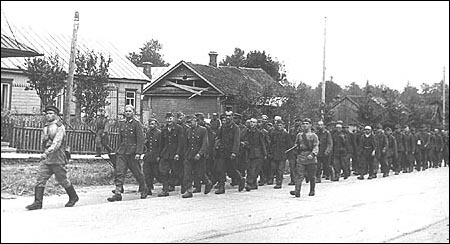
Tù binh Đức bị quân đội Liên Xô bắt tại khu vực Rezekne

- Có khoảng 260.000 Hồng quân thương vong trong chiến dịch này (chết, bị thương, bị bắt, bệnh). Kết quả của chiến dịch là quân Đức phải rút khỏi Estonia và Litva, và các phần đất này trở lại sự kiểm soát của Liên Xô.
- Tập đoàn quân phía Bắc của Đức gần như bị chia cắt khỏi các đơn vị khác của Đức, và chỉ còn nhiệm vụ phòng thủ một vùng đất tại Latvia. Đến ngày 25 tháng 1, Hitler đổi tên Tập đoàn quân phía Bắc này thành Tập đoàn quân Kurland, tập đoàn này gần như không còn khả năng thiết lập được một hành lang từ Kurland đến Đông Phổ. Tuy nhiên, các trận chiến vẫn tiếp diễn cho đến khi quân Đức đầu hàng vào ngày 9 tháng 5, khoảng 200.000 quân Đức đã trở thành tù binh của Liên Xô.
- Quân Đức đã thả hàng nghìn người địa phương bị bắt buộc tham gia quân dịch. Tuy nhiên, Hồng quân đã yêu cầu những người này tham gia quân đội sau khi họ chiếm được các vùng này từ quân Đức. Một số, chấp nhận phục vụ cho Hồng quân, nhưng nhiều người đã trốn vào rừng để tránh lệnh quân dịch của Hồng quân.